# Taein-dong
Taein-dong (koreanska: 태인동) är en stadsdel i staden Gwangyang i provinsen Södra Jeolla i den södra delen av Sydkorea, 300 km söder om huvudstaden Seoul. Kommunens stadshus ligger i Jungma-dong.